# Assedio di Concepción
L'assedio di Concepción fu un episodio della guerra di Arauco, svoltosi tra il 1º febbraio e il 1º aprile 1564. A questo conflitto presero parte la guarnigione spagnola e la popolazione civile di Concepción guidati dal governatore Pedro de Villagra, ai quali si opposero 20 000 guerrieri dell'esercito dei Mapuche stanziati a nord del fiume Bío Bío, guidati da Loble e Millalelmo.

## Storia
All'inizio del 1564 il governatore Pedro de Villagra prese contromisure per proteggere tutte le città e le fortezze che avevano già subito la rivolta Mapuche, organizzando un esercito campale a Concepcion. Sapeva che uno degli obbiettivi Mapuche era l'accerchiamento di Concepcion, e furono fatti i preparativi per resistere ad un lungo assedio. Le scorribande delle bande Mapuche avevano reso insicuro l'allontanamento spagnolo ad oltre una lega dalla città. Dopo una breve battaglia, 3000 Mapuche guidati da Loble nella valle del fiume Itata sconfissero le truppe del capitano Francisco de Vaca che giungevano come rinforzo da Santiago. Nel frattempo altri 3000 guerrieri guidati da Millalelmo sconfissero le truppe in arrivo da Angol, capitanate da Juan Pérez de Zurita, al guado del fiume Andalién a due leghe da Concepcion. Le due sconfitte diminuirono il numero di soldati a difesa di Concepcion, tagliando anche fuori la città dagli aiuti via terra. I sopravvissuti spagnoli dovettero ritirarsi a Santiago, incapaci di spezzare il blocco attorno a Concepcion.
Nel frattempo i cacique Millalelmo e Loble, con 20 000 uomini provenienti dall'area compresa tra Itata e Bio-Bio, avevano saccheggiato e distrutto gli insediamenti spagnoli attorno a Concepcion, rubandone le mandrie e ponendo l'assedio a Concepcion all'inizio di febbraio del 1564. I Mapuche entrarono in città, saccheggiandola e bruciandola, obbligando la popolazione ad affollarsi nelle mura della fortezza con una guarnigione di 200 uomini guidati dal governatore Pedro de Villagra. I Mapuche costruirono un campo fortificato sulle alture che dominavano la città, da cui erano scesi per attaccarla.
L'assedio durò due mesi con continue schermaglie. Alla fine di marzo giunsero due navi spagnole portando il cibo che permise alla popolazione di continuare a resistere all'assedio per molto tempo. D'altro canto i Mapuche avevano usato le locali riserve di cibo e, senza animali da soma e veicoli di trasporto, si trovarono in difficoltà nel mantenere una forza così consistente. Inoltre era in arrivo la stagione del raccolto, e se non avessero raccolto le coltivazioni avrebbero costretto le loro famiglie a patire la fame per tutto l'inverno. Saputo della recente sconfitta del toqui Illangulién nella battaglia di Angol, erano in pensiero per il fatto che le loro case indifese potessero venire attaccate da Angol o da Santiago. Il 1º aprile l'esercito Mapuche tolse l'assedio e tornò a casa per l'inverno.